# Jan Mølby
Jan Mølby, född 4 juli 1963 i Kolding, är en dansk före detta professionell fotbollsspelare (mittfältare) främst känd för åren i Liverpool FC där han vann ligan två gånger och FA-cupen två gånger. Han gjorde 33 landskamper och två mål för Danmark vilka han representerade i EM 1984 och VM 1986.
Efter spelarkarriären har Mølby varit tränare i bland annat Swansea City och Hull City AFC. Han arbetar numera som kommentator på TV2/Danmark.

## Meriter

### Som spelare

#### I klubblag
AFC Ajax
- Eredivisie: 1982/83
- KNVB Cup: 1982/83

 Liverpool FC
- Engelska ligan (2): 1985/86, 1989/90
- FA-cupen (2): 1985/86, 1991/92
- FA Charity Shield (3): 1986, 1988, 1989

#### I landslag
Danmark
- Uttagen i truppen till EM 1984 (semifinal)
- Spel i VM 1986 (åttondelsfinal)
- 33 landskamper, 2 mål

### Som tränare
Kidderminster Harriers FC
- Football conference (motsvarande Eng div 5)

### Webbkällor
- Officiell webbplats
- Spelarprofil på LFChistory.net
- Jan Mølby på Soccerbase.com (engelska)
- Landslagsprofil
- Karriärinformation på ex-canaries.co.uk